# Inga Shkarupa
Inga Shkarupa (Ternopil, República Socialista Soviética de Ucrania, 9 de septiembre de 1981) es una gimnasta artística ucraniana,  medallista de bronce del mundo en 1999 en la competición por equipos.

## 1999
En el Mundial de Tianjin 1999 gana el bronce en la competición por equipos, tras Rumania y Rusia, siendo sus compañeras de equipo: Tatiana Yarosh, Olga Teslenko, Viktoria Karpenko, Olga Roschupkina y Nataliya Horodny.